# سیوانا
سیوانا (به ایتالیایی: Soiana) یک منطقهٔ مسکونی در ایتالیا است که در تریچولا واقع شده‌است. سیوانا ۳۱۷ نفر جمعیت دارد و ۱۴۶ متر بالاتر از سطح دریا واقع شده‌است.